# Don Bradman
Donald George "Don" Bradman (27. srpna 1908 Cootamundra – 25. února 2001 Kensington Park) byl australský hráč kriketu, široce uznávaný jako největší pálkař všech dob.
Bradmanův odpalovací průměr 99,94 je často uváděn jako největší úspěch v dějinách kriketu, ne-li sportu vůbec. Bradmanův příběh o chudém chlapci z buše, který trénoval odpaly s golfovým míčkem se, vzhledem k popularitě kriketu v Austrálii, stal součástí australského folklóru. Na druhou stranu to byl právě Bradman, kdo se o popularitu kriketu v Austrálii zejména zasloužil, v éře Velké hospodářské krize. Angličané k eliminaci Bradmana vymysleli speciální taktiku zvanou „bodyline“. Napjaté vztahy s některými spoluhráči, funkcionáři a novináři, stejně jako Bradmanova rezervovanost, se staly oblíbeným tématem australských médií, nejen bulvárních. Jeho kult neuhasl ani po skončení kariéry, v roce 2001 ho ministerský předseda John Howard nazval "největším žijícím Australanem". Jeho tvář se objevila na australských známkách a mincích královské australské mincovny a ještě za jeho života bylo otevřeno muzeum věnované jeho osobě. 19. listopadu 2009 byl uveden do Kriketové síně slávy spravované Mezinárodní kriketovou radou (International Cricket Council) v Dubaji.